# Думанецька сільська рада
Думане́цька сільська́ ра́да — адміністративно-територіальна одиниця та орган місцевого самоврядування в Черкаському районі Черкаської області. Адміністративний центр — село Думанці.

## Загальні відомості
- Населення ради: 1 006 осіб (станом на 2001 рік)

## Населені пункти
Сільській раді підпорядковані населені пункти:
- с. Думанці
- с. Чубівка

## Склад ради
Рада складається з 14 депутатів та голови.
- Голова ради: Сергеєва Наталія Григорівна
- Секретар ради: Сіренко Валентина Петрівна

### Керівний склад попередніх скликань
| Прізвище, ім'я, по батькові   | Основні відомості                                                               | Дата обрання | Дата звільнення |
| ----------------------------- | ------------------------------------------------------------------------------- | ------------ | --------------- |
| Філоненко Валерій Миколайович | Сільський голова, 1966 року народження, безпартійний                            | 26.03.2006   | 31.10.2010      |
| Сергеєва Наталія Григорівна   | Сільський голова, 1970 року народження, освіта середня спеціальна, позапартійна | 17.07.2011   |                 |

Примітка: таблиця складена за даними сайту Верховної Ради України

### Депутати
За результатами місцевих виборів 2010 року депутатами ради стали:

#### За суб'єктами висування
| Суб'єкт висування                                       | Кількість обраних депутатів | %    |
| ------------------------------------------------------- | --------------------------- | ---- |
| Самовисування                                           | 7                           | 50   |
| Політична партія Всеукраїнське об'єднання «Батьківщина» | 4                           | 28,6 |
| Партія регіонів                                         | 3                           | 21,4 |

#### За округами
| № округу                                                | Прізвище, ім'я, по батькові    | Дата визнання обраним | Освіта             | Партійна приналежність | Відомості про обраного депутата                              |
| ------------------------------------------------------- | ------------------------------ | --------------------- | ------------------ | ---------------------- | ------------------------------------------------------------ |
| Партія регіонів                                         |                                |                       |                    |                        |                                                              |
| 1                                                       | Ткаченко Інна Михайлівна       | 02.11.2010            | вища               | член Партії регіонів   | Райвідділсоціаль-ного забезпе-чення, соці-альний праці-вник  |
| 8                                                       | Медяник Ірина Михайлівна       | 02.11.2010            | вища               | член Партії регіонів   | тимчасово не працює                                          |
| 14                                                      | Коваленко Наталія Вікторівна   | 02.11.2010            | вища               | член Партії регіонів   | Сільська рада, завідувачка сільського клубу                  |
| Політична партія Всеукраїнське об'єднання «Батьківщина» |                                |                       |                    |                        |                                                              |
| 2                                                       | Сіренко Валентина Петрівна     | 02.11.2010            | вища               | позапартійна           | Райвідділ соціального забезпечення, соціальний працівник     |
| 11                                                      | Киба Микола Іванович           | 02.11.2010            | вища               | позапартійний          | СТОВ"Маяк", інженер-енергетик                                |
| 12                                                      | Чупріненко Віталій Миколайович | 02.11.2010            | середня            | позапартійний          | СКП"Райліс", лісник                                          |
| 13                                                      | Малохатько Павло Михайлович    | 02.11.2010            | середня            | позапартійний          | тимчасово не працює                                          |
| Самовисування                                           |                                |                       |                    |                        |                                                              |
| 3                                                       | Шевченко Валентина Павлівна    | 02.11.2010            | вища               | позапартійна           | Кредитна спілка «Альянс», агент                              |
| 4                                                       | Олексенко Тетяна Вікторівна    | 21.04.2013            | середня            | позапартійна           | ДНЗ «Ялинка» с. Думанці, помічник вихователя                 |
| 5                                                       | Шевченко Світлана Миколаївна   | 02.11.2010            | вища               | позапартійна           | ДНЗ"Ялинка", вихователь                                      |
| 6                                                       | Кремньов Ігор Іванович         | 21.04.2013            | середня            | позапартійний          | ПАТ «ЕКО АЗОТ», охоронець                                    |
| 7                                                       | Адаменко Лариса Володимирівна  | 21.04.2013            | середня спеціальна | член Партії регіонів   | Думанецька сільська рада, головний бухгалтер                 |
| 9                                                       | Хижняк Світлана Іванівна       | 21.04.2013            | вища               | позапартійна           | Думанецька сільська рада, землевпорядник                     |
| 10                                                      | Романенко Ніна Дмитрівна       | 21.04.2013            | вища               | позапартійна           | Думанецька загальноосвітня школа, вчитель трудового навчання |